# アイスランドの在外公館の一覧

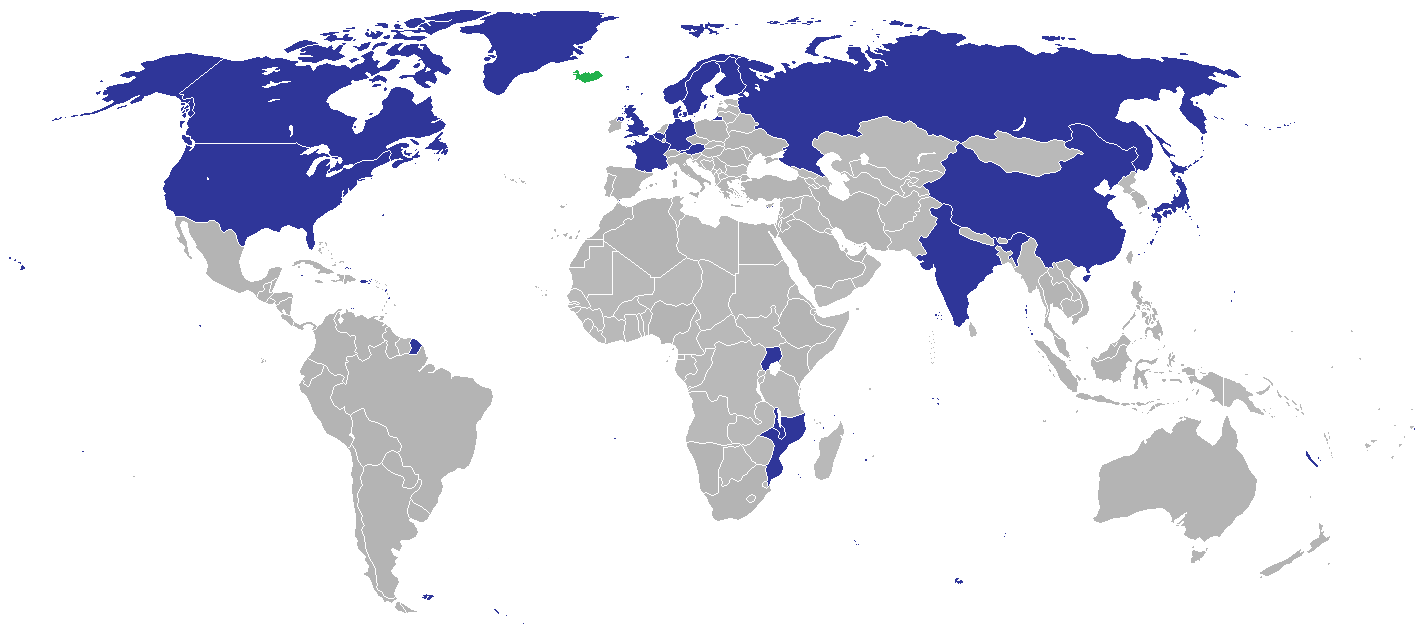
アイスランドの在外公館が設置されている国

アイスランドの在外公館の一覧では、アイスランド共和国が派遣している在外公館（外交使節団）を挙げる。

## アジア
- インド
  - 在インド大使館 (ニューデリー)
- 中国
  - 在中華人民共和国大使館 (北京)
- 日本
  - 在日本大使館 (東京)

## ヨーロッパ
- イギリス
  - 在英国大使館 (ロンドン)
- オーストリア
  - 在オーストリア大使館 (ウィーン)
- スウェーデン
  - 在スウェーデン大使館 (ストックホルム)
- デンマーク
  - 在デンマーク大使館 (コペンハーゲン)
  - 在トースハウン総領事館 (トースハウン)
  - 在ヌーク総領事館 (ヌーク)
- ドイツ
  - 在ドイツ大使館 (ベルリン)
- ノルウェー
  - 在ノルウェー大使館 (オスロ)
- フィンランド
  - 在フィンランド大使館 (ヘルシンキ)
- フランス
  - 在フランス大使館 (パリ)
- ベルギー
  - 在ベルギー大使館 (ブリュッセル)
- ロシア
  - 在ロシア大使館 (モスクワ)
- ポーランド
  - 在ポーランド大使館 (ワルシャワ)

## 北米
- アメリカ合衆国
  - 在アメリカ合衆国大使館 (ワシントンD.C.)
  - 在ニューヨーク総領事館 (ニューヨーク)
- カナダ
  - 在カナダ大使館 (オタワ)
  - 在ウィニペグ総領事館 (ウィニペグ)

## アフリカ
- ウガンダ
  - 在ウガンダ大使館 (カンパラ)
- マラウイ
  - 在マラウイ大使館 (リロングウェ)

## 国際機関代表部
- 国際連合代表部 (ジュネーヴ、ニューヨーク)
- 国際連合教育科学文化機関代表部 (パリ)
- 国際連合食糧農業機関代表部 (ローマ)
- 国際労働機関代表部 (ジュネーヴ)
- 世界気象機関代表部 (ジュネーヴ)
- 世界貿易機関代表部 (ジュネーヴ)
- 世界保健機構代表部 (ジュネーヴ)
- 経済協力開発機構代表部 (パリ)
- 欧州自由貿易連合代表部 (ジュネーヴ)
- 欧州連合代表部 (ブリュッセル)
- 欧州評議会代表部 (ストラスブール)
- 北大西洋条約機構代表部 (ブリュッセル)